# Alessandro Pajola
Alessandro Pajola (Ancona, 9 novembre 1999) è un cestista italiano, playmaker o guardia della Virtus Bologna, della quale è capitano, e della nazionale italiana.
Con la società bolognese ha vinto due Campionati italiani (2020-2021, 2024-2025), tre Supercoppe italiane, una Basketball Champions League (2018-2019) e una EuroCup (2021-2022).
A livello individuale è stato insignito anche del premio di Miglior under-22 della Serie A nella stagione 2020-2021, l'anno della vittoria dello scudetto. È stato successivamente nominato anche MVP della Supercoppa Italiana.

## Carriera

### Club
Dopo aver svolto la prima parte della carriera giovanile con la canotta della Stamura Ancona, Pajola viene acquistato, a soli sedici anni, dalla Virtus Pallacanestro Bologna. Fin dal primo anno viene aggregato alla squadra senior; nel corso della sua prima stagione con le V nere esordisce in Serie A contro l'Olimpia Milano, tuttavia perdendo. Torna poi a giocare nel corso della stagione nella penultima giornata di campionato, nella partita che ha visto la vittoria della Virtus ai danni dell'Auxilium Pallacanestro Torino. Al termine della stagione, la società emiliana retrocede in Serie A2 e Pajola ha così l'occasione, durante la sua seconda stagione, di maturare minuti con la prima squadra e mettere in mostra le proprie qualità nonostante la giovane età.
Gioca un totale di 24 partite, realizzando 2,3 punti di media a partita, contribuendo alla vittoria del campionato e al conseguente ritorno delle V Nere in massima serie. Nel corso della sua prima vera e propria stagione in Serie A, continua il suo percorso di maturazione, disputando ben 17 incontri, partendo da titolare in due occasioni (nella 27ª e 28ª giornata della regular season, rispettivamente contro la Pallacanestro Varese e TheFlexx Pistoia), con una media di 1,6 punti a partita.
Nella stagione 2018-2019 contribuisce al trionfo della terza edizione della Basketball Champions League, massima competizione continentale organizzata dalla Federazione Internazionale Pallacanestro (FIBA). In campionato mantiene una media di 1,3 punti per un totale di 27 incontri disputati. L'annata successiva la Virtus si presenta ai blocchi di partenza come una delle favorite alla vittoria dello Scudetto, dopo acquisti importanti come il playmaker Miloš Teodosić e l'allenatore Aleksandar Đorđević, che di Pajola dirà:
(Aleksandar Đorđević, 2020)
Tuttavia la stagione viene interrotta anticipatamente a causa della pandemia di COVID-19.
Nella stagione 2020-2021 Pajola vince il premio di miglior under-22 del campionato e diventa per la prima volta campione d'Italia con la maglia della Virtus Bologna.

### Nazionale
Nell'agosto del 2023, Pajola viene incluso dal commissario tecnico della nazionale italiana, Gianmarco Pozzecco, nella rosa partecipante ai Mondiali maschili di pallacanestro in Giappone, Filippine e Indonesia, in cui gli azzurri concludono all'ottavo posto in seguito alle gare di piazzamento.

## Statistiche

### Eurolega
| Anno      | Squadra        | PG | PT | MP   | TC%  | 3P%  | TL%  | RP  | AP  | PRP | SP  | PP  |
| --------- | -------------- | -- | -- | ---- | ---- | ---- | ---- | --- | --- | --- | --- | --- |
| 2022-2023 | Virtus Bologna | 29 | 0  | 16,7 | 41,2 | 32,4 | 73,3 | 1,8 | 2,5 | 1,2 | 0,0 | 3,1 |
| 2023-2024 | Virtus Bologna | 34 | 8  | 17,0 | 38,7 | 35,2 | 72,7 | 1,8 | 3,0 | 0,8 | 0,1 | 3,9 |
| 2024-2025 | Virtus Bologna | 30 | 21 | 23,6 | 40,4 | 34,8 | 79,2 | 2,4 | 4,1 | 1,2 | 0,1 | 5,5 |
| Carriera  | Carriera       | 84 | 29 | 18,8 | 40,1 | 34,1 | 75,1 | 2,0 | 3,2 | 1,1 | 0,1 | 4,2 |

### Eurocup
| Anno       | Squadra        | PG | PT | MP   | TC%  | 3P%  | TL%  | RP  | AP  | PRP | SP  | PP  |
| ---------- | -------------- | -- | -- | ---- | ---- | ---- | ---- | --- | --- | --- | --- | --- |
| 2019-2020  | Virtus Bologna | 16 | 0  | 12,8 | 40,5 | 27,8 | 84,2 | 1,8 | 2,2 | 0,8 | 0,0 | 3,4 |
| 2020-2021  | Virtus Bologna | 14 | 4  | 16,9 | 44,7 | 15,4 | 69,6 | 2,0 | 2,3 | 2,0 | 0,0 | 3,7 |
| 2021-2022† | Virtus Bologna | 21 | 13 | 21,9 | 39,1 | 31,1 | 77,4 | 1,9 | 3,9 | 1,1 | 0,2 | 5,0 |
| Carriera   | Carriera       | 51 | 17 | 17,7 | 40,7 | 27,6 | 76,7 | 1,9 | 2,9 | 1,2 | 0,1 | 4,2 |

### Competizioni nazionali

#### Campionato stagione regolare
| Stagione        | Squadra         | Competizione    | Partite | Partite | Partite | Statistiche tiro | Statistiche tiro | Statistiche tiro | Altre statistiche | Altre statistiche | Altre statistiche | Altre statistiche | Altre statistiche |
| Stagione        | Squadra         | Competizione    | Pres.   | Titol.  | Minuti  | Tiri da 2        | Tiri da 3        | Liberi           | Rimb.             | Assist            | Rubate            | Stopp.            | Punti             |
| --------------- | --------------- | --------------- | ------- | ------- | ------- | ---------------- | ---------------- | ---------------- | ----------------- | ----------------- | ----------------- | ----------------- | ----------------- |
| 2015-2016       | Virtus Bologna  | Serie A         | 2       | 0       | 2       | 0/0              | 0/0              | 0/0              | 0                 | 0                 | 0                 | 0                 | 0                 |
| 2016-2017       | Virtus Bologna  | Serie A2        | 24      | 0       | 238     | 11/24            | 8/22             | 8/16             | 28                | 14                | 13                | 0                 | 54                |
| 2017-2018       | Virtus Bologna  | Serie A         | 17      | 2       | 202     | 6/8              | 3/12             | 6/10             | 18                | 13                | 11                | 0                 | 27                |
| 2018-2019       | Virtus Bologna  | Serie A         | 27      | 0       | 317     | 5/18             | 6/21             | 8/14             | 31                | 28                | 19                | 4                 | 36                |
| 2019-2020       | Virtus Bologna  | Serie A         | 20      | 1       | 252     | 17/30            | 6/18             | 15/20            | 32                | 30                | 17                | 2                 | 67                |
| 2020-2021       | Virtus Bologna  | Serie A         | 19      | 6       | 359     | 30/45            | 13/34            | 15/22            | 48                | 67                | 29                | 2                 | 114               |
| 2021-2022       | Virtus Bologna  | Serie A         | 27      | 20      | 601     | 34/53            | 17/51            | 25/38            | 81                | 104               | 36                | 4                 | 144               |
| 2022-2023       | Virtus Bologna  | Serie A         | 20      | 3       | 359     | 15/33            | 11/38            | 12/18            | 35                | 54                | 19                | 1                 | 75                |
| Totale carriera | Totale carriera | Totale carriera | 156     | 32      | 2330    | 118/211          | 64/196           | 89/138           | 273               | 310               | 144               | 13                | 517               |

#### Campionato play-off
| Stagione        | Squadra        | Competizione     | Partite | Partite | Partite | Statistiche tiro | Statistiche tiro | Statistiche tiro | Altre statistiche | Altre statistiche | Altre statistiche | Altre statistiche | Altre statistiche |
| Stagione        | Squadra        | Competizione     | Pres.   | Titol.  | Minuti  | Tiri da 2        | Tiri da 3        | Liberi           | Rimb.             | Assist            | Rubate            | Stopp.            | Punti             |
| --------------- | -------------- | ---------------- | ------- | ------- | ------- | ---------------- | ---------------- | ---------------- | ----------------- | ----------------- | ----------------- | ----------------- | ----------------- |
| 2016-2017       | Virtus Bologna | Playoff Serie A2 | 3       | 0       | 6       | 0/0              | 0/0              | 0/2              | 0                 | 0                 | 1                 | 0                 | 0                 |
| 2020-2021       | Virtus Bologna | Playoff Serie A  | 10      | 0       | 204     | 8/21             | 13/26            | 13/20            | 31                | 32                | 18                | 3                 | 68                |
| Totale carriera |                |                  |         |         |         |                  |                  |                  |                   |                   |                   |                   |                   |

#### Coppa Italia
| Stagione        | Squadra        | Competizione | Partite | Partite | Partite | Statistiche tiro | Statistiche tiro | Statistiche tiro | Altre statistiche | Altre statistiche | Altre statistiche | Altre statistiche | Altre statistiche |
| Stagione        | Squadra        | Competizione | Pres.   | Titol.  | Minuti  | Tiri da 2        | Tiri da 3        | Liberi           | Rimb.             | Assist            | Rubate            | Stopp.            | Punti             |
| --------------- | -------------- | ------------ | ------- | ------- | ------- | ---------------- | ---------------- | ---------------- | ----------------- | ----------------- | ----------------- | ----------------- | ----------------- |
| 2017-2018       | Virtus Bologna | Coppa Italia | 1       | 0       | 9       | 1/1              | 0/0              | 0/0              | 0                 | 0                 | 0                 | 0                 | 2                 |
| 2018-2019       | Virtus Bologna | Coppa Italia | 2       | 0       | 14      | 0/0              | 0/1              | 0/0              | 0                 | 3                 | 0                 | 0                 | 0                 |
| 2019-2020       | Virtus Bologna | Coppa Italia | 1       | 0       | 7       | 1/2              | 0/2              | 0/0              | 0                 | 1                 | 1                 | 0                 | 2                 |
| Totale carriera |                |              |         |         |         |                  |                  |                  |                   |                   |                   |                   |                   |

#### Supercoppa italiana
| Stagione        | Squadra        | Competizione        | Partite | Partite | Partite | Statistiche tiro | Statistiche tiro | Statistiche tiro | Altre statistiche | Altre statistiche | Altre statistiche | Altre statistiche | Altre statistiche |
| Stagione        | Squadra        | Competizione        | Pres.   | Titol.  | Minuti  | Tiri da 2        | Tiri da 3        | Liberi           | Rimb.             | Assist            | Rubate            | Stopp.            | Punti             |
| --------------- | -------------- | ------------------- | ------- | ------- | ------- | ---------------- | ---------------- | ---------------- | ----------------- | ----------------- | ----------------- | ----------------- | ----------------- |
| 2020            | Virtus Bologna | Supercoppa italiana | 8       | 1       | 150     | 10/27            | 3/14             | 16/17            | 26                | 20                | 13                | 0                 | 45                |
| 2021            | Virtus Bologna | Supercoppa italiana | 3       | 3       | 69      | 5/10             | 2/9              | 6/10             | 8                 | 16                | 4                 | 0                 | 18                |
| Totale carriera |                |                     |         |         |         |                  |                  |                  |                   |                   |                   |                   |                   |

### Competizioni internazionali

#### Champions League
| Stagione        | Squadra        | Competizione | Partite | Partite | Partite | Statistiche tiro | Statistiche tiro | Statistiche tiro | Altre statistiche | Altre statistiche | Altre statistiche | Altre statistiche | Altre statistiche |
| Stagione        | Squadra        | Competizione | Pres.   | Titol.  | Minuti  | Tiri da 2        | Tiri da 3        | Liberi           | Rimb.             | Assist            | Rubate            | Stopp.            | Punti             |
| --------------- | -------------- | ------------ | ------- | ------- | ------- | ---------------- | ---------------- | ---------------- | ----------------- | ----------------- | ----------------- | ----------------- | ----------------- |
| 2018-2019       | Virtus Bologna | BCL          | 16      | 0       | 167     | 11/15            | 0/18             | 13/17            | 22                | 21                | 17                | 1                 | 35                |
| Totale carriera |                |              |         |         |         |                  |                  |                  |                   |                   |                   |                   |                   |

#### Eurocup
| Stagione        | Squadra        | Competizione | Partite | Partite | Partite | Statistiche tiro | Statistiche tiro | Statistiche tiro | Altre statistiche | Altre statistiche | Altre statistiche | Altre statistiche | Altre statistiche |
| Stagione        | Squadra        | Competizione | Pres.   | Titol.  | Minuti  | Tiri da 2        | Tiri da 3        | Liberi           | Rimb.             | Assist            | Rubate            | Stopp.            | Punti             |
| --------------- | -------------- | ------------ | ------- | ------- | ------- | ---------------- | ---------------- | ---------------- | ----------------- | ----------------- | ----------------- | ----------------- | ----------------- |
| 2019-2020       | Virtus Bologna | Eurocup      | 16      | 0       | 204     | 12/24            | 5/18             | 16/19            | 29                | 36                | 12                | 0                 | 55                |
| 2020-2021       | Virtus Bologna | Eurocup      | 14      | 4       | 237     | 15/25            | 2/13             | 16/23            | 28                | 32                | 28                | 0                 | 52                |
| Totale carriera |                |              |         |         |         |                  |                  |                  |                   |                   |                   |                   |                   |

### Cronologia presenze e punti in nazionale
| Cronologia completa delle presenze e dei punti in Nazionale - Italia | Cronologia completa delle presenze e dei punti in Nazionale - Italia | Cronologia completa delle presenze e dei punti in Nazionale - Italia | Cronologia completa delle presenze e dei punti in Nazionale - Italia | Cronologia completa delle presenze e dei punti in Nazionale - Italia | Cronologia completa delle presenze e dei punti in Nazionale - Italia | Cronologia completa delle presenze e dei punti in Nazionale - Italia | Cronologia completa delle presenze e dei punti in Nazionale - Italia |
| Data                                                                 | Città                                                                | In casa                                                              | Risultato                                                            | Ospiti                                                               | Competizione                                                         | Punti                                                                | Note                                                                 |
| -------------------------------------------------------------------- | -------------------------------------------------------------------- | -------------------------------------------------------------------- | -------------------------------------------------------------------- | -------------------------------------------------------------------- | -------------------------------------------------------------------- | -------------------------------------------------------------------- | -------------------------------------------------------------------- |
| 30/11/2020                                                           | Tallinn                                                              | Russia                                                               | 66 - 70                                                              | Italia                                                               | Qual. Euro 2021                                                      | 5                                                                    | [ 19 ]                                                               |
| 01/07/2021                                                           | Belgrado                                                             | Italia                                                               | 90 - 83                                                              | Porto Rico                                                           | Qual. Olimpiadi 2021                                                 | 0                                                                    | [ 20 ]                                                               |
| 03/07/2021                                                           | Belgrado                                                             | Italia                                                               | 79 - 59                                                              | Rep. Dominicana                                                      | Qual. Olimpiadi 2021                                                 | 6                                                                    | [ 21 ]                                                               |
| 04/07/2021                                                           | Belgrado                                                             | Serbia                                                               | 95 - 102                                                             | Italia                                                               | Qual. Olimpiadi 2021                                                 | 10                                                                   | [ 22 ]                                                               |
| 25/07/2021                                                           | Saitama                                                              | Germania                                                             | 82 - 92                                                              | Italia                                                               | Olimpiadi 2021 - Fase a gironi                                       | 2                                                                    | [ 23 ]                                                               |
| 28/07/2021                                                           | Saitama                                                              | Italia                                                               | 83 - 86                                                              | Australia                                                            | Olimpiadi 2021 - Fase a gironi                                       | 0                                                                    | [ 24 ]                                                               |
| 31/07/2021                                                           | Saitama                                                              | Italia                                                               | 80 - 71                                                              | Nigeria                                                              | Olimpiadi 2021 - Fase a gironi                                       | 4                                                                    | [ 25 ]                                                               |
| 03/08/2021                                                           | Saitama                                                              | Italia                                                               | 75 - 84                                                              | Francia                                                              | Olimpiadi 2021 - Quarti                                              | 2                                                                    | [ 26 ]                                                               |
| 26/11/2021                                                           | San Pietroburgo                                                      | Russia                                                               | 92 - 78                                                              | Italia                                                               | Qual. Mondiali 2023                                                  | 4                                                                    | [ 27 ]                                                               |
| 29/11/2021                                                           | Milano                                                               | Italia                                                               | 75 - 73                                                              | Paesi Bassi                                                          | Qual. Mondiali 2023                                                  | 7                                                                    | [ 28 ]                                                               |
| 24/02/2022                                                           | Hafnarfjörður                                                        | Islanda                                                              | 107 - 105 dts                                                        | Italia                                                               | Qual. Mondiali 2023                                                  | 9                                                                    | [ 29 ]                                                               |
| 27/02/2022                                                           | Bologna                                                              | Italia                                                               | 95 - 87                                                              | Islanda                                                              | Qual. Mondiali 2023                                                  | 6                                                                    | [ 30 ]                                                               |
| 04/07/2022                                                           | Almere                                                               | Paesi Bassi                                                          | 81 - 92                                                              | Italia                                                               | Qual. Mondiali 2023                                                  | 0                                                                    | [ 31 ]                                                               |
| 12/08/2022                                                           | Bologna                                                              | Italia                                                               | 78 - 79 dts                                                          | Francia                                                              | Amichevole                                                           | 0                                                                    | [ 32 ]                                                               |
| 16/08/2022                                                           | Montpellier                                                          | Francia                                                              | 100 - 68                                                             | Italia                                                               | Amichevole                                                           | 1                                                                    | [ 33 ]                                                               |
| 19/08/2022                                                           | Amburgo                                                              | Italia                                                               | 86 - 90                                                              | Serbia                                                               | Torneo amichevole                                                    | 0                                                                    | [ 34 ]                                                               |
| 20/08/2022                                                           | Amburgo                                                              | Italia                                                               | 96 - 80                                                              | Rep. Ceca                                                            | Torneo amichevole                                                    | 0                                                                    | [ 35 ]                                                               |
| 24/08/2022                                                           | Riga                                                                 | Ucraina                                                              | 89 - 97                                                              | Italia                                                               | Qual. Mondiali 2023                                                  | 0                                                                    | [ 36 ]                                                               |
| 27/08/2022                                                           | Brescia                                                              | Italia                                                               | 91 - 84                                                              | Georgia                                                              | Qual. Mondiali 2023                                                  | 0                                                                    | [ 37 ]                                                               |
| 02/09/2022                                                           | Milano                                                               | Italia                                                               | 83 - 62                                                              | Estonia                                                              | EuroBasket 2022 - Fase a gironi                                      | 4                                                                    | [ 38 ]                                                               |
| 03/09/2022                                                           | Milano                                                               | Grecia                                                               | 85 - 81                                                              | Italia                                                               | EuroBasket 2022 - Fase a gironi                                      | 0                                                                    | [ 39 ]                                                               |
| 05/09/2022                                                           | Milano                                                               | Ucraina                                                              | 84 - 73                                                              | Italia                                                               | EuroBasket 2022 - Fase a gironi                                      | 0                                                                    | [ 40 ]                                                               |
| 06/09/2022                                                           | Milano                                                               | Italia                                                               | 81 - 76                                                              | Croazia                                                              | EuroBasket 2022 - Fase a gironi                                      | 8                                                                    | [ 41 ]                                                               |
| 08/09/2022                                                           | Milano                                                               | Italia                                                               | 90 - 56                                                              | Gran Bretagna                                                        | EuroBasket 2022 - Fase a gironi                                      | 3                                                                    | [ 42 ]                                                               |
| 11/09/2022                                                           | Berlino                                                              | Serbia                                                               | 86 - 94                                                              | Italia                                                               | EuroBasket 2022 - Ottavi                                             | 1                                                                    | [ 43 ]                                                               |
| 14/09/2022                                                           | Berlino                                                              | Francia                                                              | 93 - 85 dts                                                          | Italia                                                               | EuroBasket 2022 - Quarti                                             | 0                                                                    | [ 44 ]                                                               |
| 11/11/2022                                                           | Pesaro                                                               | Italia                                                               | 84 - 88 dts                                                          | Spagna                                                               | Qual. Mondiali 2023                                                  | 2                                                                    | [ 45 ]                                                               |
| 14/11/2022                                                           | Tbilisi                                                              | Georgia                                                              | 84 - 85                                                              | Italia                                                               | Qual. Mondiali 2023                                                  | 6                                                                    | [ 46 ]                                                               |
| 04/08/2023                                                           | Trento                                                               | Italia                                                               | 90 - 89 dts                                                          | Turchia                                                              | Torneo amichevole                                                    | 0                                                                    | [ 47 ]                                                               |
| 05/08/2023                                                           | Trento                                                               | Italia                                                               | 79 - 61                                                              | Cina                                                                 | Torneo amichevole                                                    | 5                                                                    | [ 48 ]                                                               |
| 09/08/2023                                                           | Atene                                                                | Italia                                                               | 89 - 88                                                              | Serbia                                                               | Torneo Acropolis 2023                                                | 2                                                                    | [ 49 ]                                                               |
| 10/08/2023                                                           | Atene                                                                | Grecia                                                               | 70 - 74                                                              | Italia                                                               | Torneo Acropolis 2023                                                | 5                                                                    | [ 50 ]                                                               |
| 13/08/2023                                                           | Ravenna                                                              | Italia                                                               | 98 - 65                                                              | Porto Rico                                                           | Amichevole                                                           | 4                                                                    | [ 51 ]                                                               |
| 20/08/2023                                                           | Shenzhen                                                             | Italia                                                               | 93 - 87                                                              | Brasile                                                              | Torneo amichevole                                                    | 0                                                                    | [ 52 ]                                                               |
| 21/08/2023                                                           | Shenzhen                                                             | Italia                                                               | 88 - 81                                                              | Nuova Zelanda                                                        | Torneo amichevole                                                    | 2                                                                    | [ 53 ]                                                               |
| 25/08/2023                                                           | Santa Maria                                                          | Angola                                                               | 67 - 81                                                              | Italia                                                               | Mondiali 2023 - 1ª fase a gironi                                     | 4                                                                    | [ 54 ]                                                               |
| 27/08/2023                                                           | Quezon City                                                          | Italia                                                               | 82 - 87                                                              | Rep. Dominicana                                                      | Mondiali 2023 - 1ª fase a gironi                                     | 4                                                                    | [ 55 ]                                                               |
| 29/08/2023                                                           | Quezon City                                                          | Filippine                                                            | 83 - 90                                                              | Italia                                                               | Mondiali 2023 - 1ª fase a gironi                                     | 11                                                                   | [ 56 ]                                                               |
| 01/09/2023                                                           | Quezon City                                                          | Serbia                                                               | 76 - 78                                                              | Italia                                                               | Mondiali 2023 - 2ª fase a gironi                                     | 7                                                                    | [ 57 ]                                                               |
| 03/09/2023                                                           | Quezon City                                                          | Italia                                                               | 73 - 57                                                              | Porto Rico                                                           | Mondiali 2023 - 2ª fase a gironi                                     | 0                                                                    | [ 58 ]                                                               |
| 05/09/2023                                                           | Pasay                                                                | Italia                                                               | 63 - 100                                                             | Stati Uniti                                                          | Mondiali 2023 - Quarti                                               | 0                                                                    | [ 59 ]                                                               |
| 07/09/2023                                                           | Pasay                                                                | Italia                                                               | 82 - 87                                                              | Lettonia                                                             | Mondiali 2023 - Semifinale 5º-8º posto                               | 5                                                                    | [ 60 ]                                                               |
| 09/09/2023                                                           | Pasay                                                                | Italia                                                               | 85 - 89                                                              | Slovenia                                                             | Mondiali 2023 - Finale 7º-8º posto                                   | 3                                                                    | [ 61 ]                                                               |
| 22/02/2024                                                           | Pesaro                                                               | Italia                                                               | 87 - 80                                                              | Turchia                                                              | Qual. Euro 2025                                                      | 5                                                                    | [ 62 ]                                                               |
| 25/02/2024                                                           | Szombathely                                                          | Ungheria                                                             | 62 - 83                                                              | Italia                                                               | Qual. Euro 2025                                                      | 9                                                                    | [ 63 ]                                                               |
| 23/06/2024                                                           | Trento                                                               | Italia                                                               | 79 - 68                                                              | Georgia                                                              | Torneo amichevole                                                    | 0                                                                    | [ 64 ]                                                               |
| 25/06/2024                                                           | Madrid                                                               | Spagna                                                               | 84 - 87 dts                                                          | Italia                                                               | Amichevole                                                           | 8                                                                    | [ 65 ]                                                               |
| 03/07/2024                                                           | San Juan                                                             | Italia                                                               | 114 - 53                                                             | Bahrein                                                              | Qual. Olimpiadi 2024                                                 | 0                                                                    | [ 66 ]                                                               |
| 05/07/2024                                                           | San Juan                                                             | Porto Rico                                                           | 80 - 69                                                              | Italia                                                               | Qual. Olimpiadi 2024                                                 | 2                                                                    | [ 67 ]                                                               |
| 07/07/2024                                                           | San Juan                                                             | Italia                                                               | 64 - 88                                                              | Lituania                                                             | Qual. Olimpiadi 2024                                                 | 4                                                                    | [ 68 ]                                                               |
| 20/02/2025                                                           | Istanbul                                                             | Turchia                                                              | 67 - 80                                                              | Italia                                                               | Qual. Euro 2025                                                      | 12                                                                   | [ 69 ]                                                               |
| 23/02/2025                                                           | Reggio Calabria                                                      | Italia                                                               | 67 - 71                                                              | Ungheria                                                             | Qual. Euro 2025                                                      | 3                                                                    | [ 70 ]                                                               |
| 02/08/2025                                                           | Trento                                                               | Italia                                                               | 87 - 61                                                              | Islanda                                                              | Torneo amichevole                                                    | 5                                                                    | [ 71 ]                                                               |
| 03/08/2025                                                           | Trento                                                               | Italia                                                               | 80 - 56                                                              | Senegal                                                              | Torneo amichevole                                                    | 0                                                                    | [ 72 ]                                                               |
| 09/08/2025                                                           | Trieste                                                              | Italia                                                               | 91 - 75                                                              | Lettonia                                                             | Amichevole                                                           | 6                                                                    | [ 73 ]                                                               |
| 14/08/2025                                                           | Bologna                                                              | Italia                                                               | 84 - 72                                                              | Argentina                                                            | Amichevole                                                           | 0                                                                    | [ 74 ]                                                               |
| Totale                                                               |                                                                      | Presenze                                                             | 56                                                                   |                                                                      | Punti                                                                | 186                                                                  |                                                                      |

## Palmarès

### Club

#### Competizioni nazionali
- Campionato italiano: 2

Virtus Bologna: 2020-21, 2024-25
- Supercoppa italiana: 3

Virtus Bologna: 2021, 2022, 2023
- Campionato italiano dilettanti: 1

Virtus Bologna: 2016-17
- Coppa Italia LNP: 1

Virtus Bologna: 2017

#### Competizioni internazionali
- Basketball Champions League: 1

Virtus Bologna: 2018-19
- Eurocup: 1

Virtus Bologna: 2021-22

### Nazionale
- Mondiali Under-19:

 Egitto 2017
- Europei Under-18:

 Turchia 2016

### Individuale
- Miglior under-22 della Serie A (2020-21)
- MVP Supercoppa italiana (2021)
- Miglior difensore della Serie A (2021-22, 2024-25)